# Bal Haf
Das Vulkanfeld Bal Haf liegt an der Küste am Golf von Aden, im Süd-Jemen etwa 100 Kilometer südwestlich der Stadt Al-Mukalla. Basaltische Lavaströme und Aschenkegel bedecken das Vulkangebiet. Der höchste Punkt wird mit 233 Meter durch den Aschenkegel At-Tabab gebildet, welcher einen Krater mit einem Durchmesser von 1,5 Kilometer besitzt. Ein weiterer nahegelegener Aschenkegel besitzt einen Kratersee.
Es liegen keine gesicherten wissenschaftlichen Daten über Ausbrüche vor. 

## Quelle
- Bal Haf im Global Volcanism Program der Smithsonian Institution (englisch)